# Миломлин
Мило̀млин (на полски: Miłomłyn; на немски: Liebemühl) е град в Северна Полша, Варминско-Мазурско войводство, Острудски окръг. Административен център е на градско-селската Миломлинска община. Заема площ от 12,38 км2.

## География
Селището се намира в историческата област Горна Прусия. Разположено е в западната част на войводството, край Елбльонгския плавателен канал, близо до южния бряг на езерото Илинск (на немски: Eiling). Отстои на 13,5 км северозападно от окръжния център Острода, на 52 км западно от войводската столица Олщин и на 60 км югоизточно от Елбльонг.

## История
Миломлин възниква като пруско поселище. През 1315 г. е споменато за пръв път в писмен източник. В началото на XIV век тевтонците построяват тук замък и воденица, и му дават името Либемюле (на немски: Liebemühle). През 1335 г. получава Хелминско градско право от комтура на Христбург Хартунг фон Зоненборн. В това време кмет е Тиле от Херцогенвалде.
| Име                 | Име (източник)       | Години      |
| ------------------- | -------------------- | ----------- |
| Гоце                | Gotze                | 1334 – 1337 |
| Рукер               | Rucker               | 1338        |
| Улрих Беме (Бьоме)  | Ulrich Beme (Böhme)  | 1341 – 1345 |
| Рупрехт фон Верберг | Ruprecht von Werberg | 1347        |
| Вилхелм фон Шоте    | Wilhelm von Schotte  | 1474        |
| Каспер фон Бохсдорф | Kasper von Bochsdorf | 1492 – 1494 |
| Ханс фон Шарт       | Hans von Schart      | 1494 – 1495 |

## Население
Според данни от полската Централна статистическа служба, към 31 декември 2015 г. населението на града възлиза на 2434 души. Гъстотата е 197 души/км2.
- Графика. Промени в броя на жителите в периода 1856 – 2015 г.[7]

## Забележителности
В регистъра на недвижимите паметници на Националния институт за наследството са вписани:
- Старата част на града, рег. № 569 (М/143) от 01.07.1959 г.
- Църква „Св. Вартоломей, 1898 – 1901 г., кула от XIV век, рег. № 1229 от 12.06.1968 г.
  - Гробище в двора на църквата
  - Камбанария, рег. № 485 (М/60) от 01.07.1959 и рег.№ 1230 от 12.06.1968 г.
- Евангелистки параклис, изградена в края на XIX век, рег. № 3150 от 09.11.1987 г.
- Протестантско гробище, XVIII век, XIX-XX век, рег. № 3773 от 02.03.1987 г.
- Параклис, рег. № 3152 от 09.11.1987 г.
- Крепостна порта, рег.№ 3855 от 09.11.1987 г.
- Останки от крепостната стена на града, XIV век, рег. № 1227 от 12.06.1968 г.
- Жилищна сграда на ул. Кошчелна №3, XVIII-XIX век, рег. № 3151 от 09.11.1987 г.
- Жилищна сграда на ул. Кошчелна №19, втората половина на XIX век, рег. № 3154 от 09.11.1987 г.
- Жилищна сграда на ул. Кошчелна №25, втората половина на XIX век, рег. № 3154 от 09.11.1987 г.
- Жилищна сграда на ул. Надлешна №1, началото на XX век, рег. № 3156 от 09.11.1987 г.
- Жилищна сграда на ул. Острудзка №12, 1913 г., рег. № 3157 от 09.11.1987 г.